# Platzhofermühle
Platzhofermühle war eine Ortslage in der bergischen Großstadt Solingen. Sie ging auf eine dort befindliche Wassermühle zurück, deren Name von der benachbarten Hofschaft Platzhof abgeleitet wurde.

## Lage und Beschreibung
Der heute wüst gefallene Ort Platzhofermühle befindet sich im mittleren Bereich des Stadtbezirks Burg/Höhscheid. Die Wüstung liegt im Weinsberger Bachtal, das sich zwischen den beiden auf Höhenrücken verlaufenden Straßen Neuenkamper Straße (Bundesstraße 229) und Börsenstraße befindet. Die Wüstung der Mühle befindet sich am Ufer des Weinsberger Bachs etwas flussaufwärts vor dem Küllenbergskotten nördlich der Peresstraße, die durch das Bachtal führt. Reste der Mühle sind nicht erkennbar.
Benachbarte Orte sind bzw. waren (von Nord nach West): Lindenhof, Schallbruchsmühle, Königsmühle, Elsterbusch, Pereskotten, Weinsberg und Platzhof.

## Geschichte
Es handelte sich bei der Platzhofermühle nacheinander um eine Fruchtmühle, einen Schleifkotten und eine Ölmühle, die mutmaßlich im 18. Jahrhundert am Ufer des Weinsberger Bachs errichtet wurde. In der Karte Topographia Ducatus Montani, Blatt Amt Solingen, von Erich Philipp Ploennies aus dem Jahre 1715 ist der Ort als mühl benannt. Die Mühle wurde in den Ortsregistern der Honschaft Höhscheid innerhalb des Amtes Solingen geführt. In späteren Kartenwerken ist der Ort hingegen nicht mehr verzeichnet.
Der Ort gehörte nach Gründung der Mairien und späteren Bürgermeistereien zur Bürgermeisterei Höhscheid, die im Jahre 1856 das Stadtrecht erhielt, und lag dort in der Flur III. Neuenhof. 
Die Mühle wurde zu einem späteren Zeitpunkt zugunsten des 1837 errichteten Küllenbergskottens:85f. abgerissen, womit der der Ort brach fiel. Die von der Mühle abgeleitete Ortsbezeichnung hat sich im Solinger Stadtplan nicht erhalten, auch sie wurde durch den Namen des Küllenbergskottens verdrängt, der auch als Wohnhaus noch vorhanden ist (Lage).